# Portret Roberta de Montesquiou
Portret Roberta de Montesquiou (fr. Le comte de Montesquiou) – obraz olejny włoskiego malarza Giovanniego Boldiniego. Portret przedstawia hrabiego Roberta de Montesquiou, francuskiego pisarza i poetę. Należy do zbiorów Musée d’Orsay w Paryżu.

## Okoliczności powstania
Portret przedstawia hrabiego Roberta de Montesquiou, dekadenckiego poetę znanego z ekscentrycznego i eleganckiego stylu życia. Montesquiou był oryginalnym dandysem, należał do najbardziej aktywnych bohaterów życia towarzyskiego Paryża fin de siècle. Był entuzjastycznym eksponentem estetycznych idei Ruskina i Patera. Jako arbiter paryskiej elegancji wyróżniał się wyrafinowaną powściągliwością stylu ubierania i nietolerancją wobec burżuazyjnej przeciętności. Roztrwonił swój majątek podróżując, podążając za modą i organizując wystawne przyjęcia w których uczestniczyła paryska elita. W 1897 roku Boldini otrzymał zlecenie na portret hrabiego Roberta de Montesquiou polecony przez ich wspólną przyjaciółkę Olgę Veil-Picard.

## Opis obrazu
Malarz przedstawia hrabiego jako ikonę elegancji, podkreśla arystokratyczny szyk, nonszalancję i wyrafinowanie modela. Boldini łączy pozę zaczerpniętą z tradycyjnych portretów z XVI i XVII wieku z wizerunkiem nowoczesności. Hrabia trzyma laskę z niebieską rękojeścią niczym królewskie berło. Nosi wyrafinowane białe rękawiczki z koziej skóry i gołębioszary dwurzędowy garnitur. Poeta koncentruje się wyłącznie na sobie, nie zwracając uwagi na widza. Poza przejawia obojętny dystans lub wewnętrzną nudę dekadenckiego estety. Możliwe, że malarz wprowadza nieco ironii wobec skrajnego estetyzmu poety. Boldini wydaje się ilustrować pierwszy werset z wiersza Montesquiou pt. Maëstro z tomiku Les chauve-souris brzmiący „Jestem władcą rzeczy przejściowych”.

## Proweniencja
Obraz należał do portretowanego. Trafił do zbiorów Musée du Jeu de Paume w 1922 roku, przekazany przez malarza Henriego Pinarda w imieniu hrabiego Roberta de Montesquiou, po jego śmierci. Od 1977 roku jest eksponowany w Musée d’Orsay.